# Housatonic (Schiff, 1861)
Die USS Housatonic war ein dampfbetriebenes Segelkriegsschiff der United States Navy der Nordstaaten im Amerikanischen Bürgerkrieg.
Die Sloop-of-war wurde am 20. November 1861 zu Wasser gelassen und am 29. August 1862 in Dienst gestellt. Benannt nach einem Fluss, der durch mehrere Bundesstaaten Neuenglands fließt,  war sie das erste Schiff, das durch ein U-Boot im Kriegseinsatz versenkt wurde.
Am 17. Februar 1864 nahm sie ordnungsgemäß ihre Wachposition etwas außerhalb eines breiten Blockadegürtels vor Charleston ein. Der Hafen von Charleston in South Carolina war damals eines der wichtigsten Handelszentren der abtrünnigen Südstaaten. Etwa gegen 21:45 Uhr wurde ein großes, dunkles Objekt in ungefähr 100 m Entfernung von der Housatonic durch den diensthabenden Wachoffizier Robert Francis Flemming Junior gesichtet. Zuerst hielt man es für ein großes Stück Holz, das mit der Strömung aus der Hafeneinfahrt von Charleston kam. Doch es trieb nicht mit der abendlichen Flut, sondern schien über einen eigenen Antrieb zu verfügen. Den Beteiligten war bald klar, dass es sich dabei um eine neu entwickelte Waffe der Konföderierten Marine, ein U-Boot, handeln musste. Die Mannschaften der Blockadeflotte waren deswegen noch kurz davor von ihrem Befehlshaber, Konteradmiral Dahlgren, gewarnt worden. Obwohl Alarm gegeben, die Ankerkette sofort gelöst und volle Fahrt aufgenommen wurde, konnte die Housatonic nicht mehr entkommen. Bereits zwei Minuten nach der ersten Sichtung rammte die H. L. Hunley Steuerbord einen Spierentorpedo etwas vorderhalb des Kreuzmastes in den Rumpf. Die Sprengladung, mehr als 60 Kilogramm Schwarzpulver, explodierte wenig später und brachte die Housatonic augenblicklich über Bug zum Sinken. Insgesamt kamen dabei zwei Offiziere und drei Matrosen ums Leben. Die restlichen 155 Besatzungsmitglieder konnten sich in die zwei Rettungsboote oder auf die Masten des Schiffes retten, da das Meer dort so flach war, dass deren Spitzen noch aus dem Wasser ragten. Auch Flemming überlebte die Versenkung seines Schiffes und wurde danach auf das Kanonenboot E. B. Hale versetzt. Er starb erst 1919, im Alter von fast 80 Jahren.
Auch die Hunley ging mitsamt ihren acht Mann Besatzung nach neuesten Erkenntnissen des Archäologenteams um die Biomechanikerin Rachel Lance (Duke University in Durham) durch die Druckwelle der Explosion verloren. Sie wurde erst 1995 entdeckt und konnte 2000 gehoben werden.